# Хиастолит
Хиастолит — непрозрачная разновидность андалузита с угольными включениями, после шлифовки на плоской поверхности заметен цветной крест. Хиастолит образован призматическими кристаллами андалузита растущими параллельно и группами по четыре, соединяясь цементирующим веществом. Образуется при контактном метаморфизме в богатых алюминием горных породах. Впервые описан в 1800 году.

## Название
Название минерала происходит от греческого «hyasmos» — «перекрещенный». Также существовали и другие названия: «камень-молния», «камень-змея», «кельтский камень», «кельт», «камень Святого Петра».

## Как амулет
Хиастолит считался камнем паломников пути Святого Иакова, назвав его lapis crucier — «крестовый камень». Минералу придавались свойства защиты от злых колдунов. Защитные амулеты из хиастолита также существовали у венесуэльских индейцев, где до сих пор режут из камня защитные амулеты.

## В ювелирном деле
Хиастолит используется как декоративно-поделочный камень. С целью подчеркнуть красоту камня, образцы минерала обрабатываются в виде кабошонов или плоских пластин округлой формы. Из хиастолита делаются подвески, серьги и кольца.

## Месторождения
Крупнейшие месторождения хиастолита располагаются на Пиренейском полуострове, в Австрии, России (Кольский полуостров, Карелия, Забайкалье, Южный Урал), США (штат Калифорния), Шри-Ланке, Канаде и Бразилии.